# Dovendyr
Dovendyr (Folivora) er en gruppe af trælevende pattedyr blandt gumlerne. De er kendt for deres langsomme bevægelser og for at tilbringe størstedelen af deres tid hængende i træer med hovedet nedad i de tropiske regnskove i Syd- og Mellemamerika. De seks nulevende arter inddeles i to familier, totåede og tretåede dovendyr. De er langsomme, fordi de har tilpasset sig en ernæring bestående af blade med et lavt energiindhold og fordi de med deres langsomme bevægelser kan undgå at blive set af rovdyr, der bruger synet til at jage med.

## Kendetegn
Dovendyr har alt afhængig af art en længde på mellem 43 og 79 cm og kan veje fra 2,3 til 8,5 kg. De har lange lemmer og et afrundet hoved med meget små ører. Tretåede dovendyr har en kort hale på 2 til 9 cm, mens halen hos totåede dovendyr er manglende eller rudimentær.
Dovendyr er usædvanlige blandt pattedyr, fordi de alt efter art både kan have flere eller færre nakkehvirvler end det normale antal på syv. Totåede dovendyr har 5-7 nakkehvirvler, mens tretåede dovendyr har 8-9. Også manater har nakkehvirvler i et forskelligt antal end syv (seks).
Dovendyr har farvesyn, men deres syn er i øvrigt dårligt. Også hørelsen er dårligt udviklet. Lugte- og følesansen er derimod god, hvilket udnyttes til at finde føden. Dovendyr har normalt fem tænder i hver side af overmunden og fire i hver side i undermunden, altså i alt 18 tænder.
Deres lemmer er tilpasset til at hænge eller kravle i træer, ikke til at bære kroppens vægt. Musklerne udgør kun 25 til 30 procent af deres samlede kropsvægt. De fleste andre pattedyrs muskelmasse udgør 40 til 45 procent af den samlede kropsvægt. Deres specialiserede hænder og fødder har lange krogede kløer, der gør det muligt at hænge med hovedet nedad uden anstrengelse. På jorden bruges lemmerne til at trække dovendyret afsted, da det ikke kan gå på normal vis. Hos de tretåede dovendyr er armene 50 procent længere end benene.

## Udseende
Hovedet er lille og afrundet, og det ret flade ansigt er klædt med korte og fine hår, øjnene er fremadvendte. Ørerne er meget små, helt skjult i pelsen. Tungen er kort og blød, halsen er lang og meget bevægelig. Kroppen er lang, men bred over bækkenpartiet; halen er ganske lille eller manglende. Pelsen er meget lang, men løs og meget grovhåret; de enkelte hår er ved roden tynde, men i øvrigt tykke, brede og flade. Farven er overvejende grålig eller gråbrunlig; meget ofte har dækhårene en grønlig farve, hvilket skyldes alger, der begunstiget af tropeskovens høje luftfugtighed lever på hårenes overflade. Hånd og fod på lemmerne er smalle med to eller tre fingre og altid tre tæer. Både fingre og tæer er indesluttede af en fælles hud, således at kun de meget lange og kraftige, svagtbøjede, noget sammentrykte, kløer rager frit ud. Kløerne kan bøjes ind mod håndfladen og er således gode klatrekroge. Hånd- og fodfladerne er nøgne. På grund af bækkenets bredde sidder baglemmerne langt fra hinanden og er vendt sådan, at sålerne vender mod hinanden, hvorved baglemmerne egner sig til at holde om større grene og stammer.

## Levevis
Dovendyr. har deres navn efter deres usædvanlig træge og langsomme bevægelser og deres apatiske væremåde. De er udprægede klatredyr, der i usædvanlig grad er specialiserede til ophold i træerne, i hvis grene de med stor ro, med lange hvil, klatrer rundt, mens de hager sig frem langs hen under grenene, hele tiden med ryggen nedad, hængende i arme og ben. De er dog i stand til, når det af en eller anden grund er nødvendigt, at bevæge sig ret hurtigt et kortere stykke. På jorden må de slæbe sig langsomt frem på bugen, idet de slår forkløerne i jorden og skubber efter med baglemmerne. Hvis de skal fra et træ til et andet, er de ikke i stand til at springe, men må f.eks. benytte broer dannet af træernes grene, eller må bevæge sig på jorden.
Dovendyr er overvejende natdyr, der om dagen hænger sammenrullede under en gren og er da på grund af deres farver og specielle pels, vanskelig at skelne fra de mos- og lavdækkede grene i tropeskoven. De lever ensomt og færdes stille i trækronerne. De er som regel tavse, men skal dog kunne udstøde skarpe eller brægende skrig, hvis man forsøger at rive dem ned af grenene. Dovendyr er gode svømmere og kan nå en fart på 13,5 meter/min.
Dovendyr får en enkelt unge ad gangen, efter tre til tolv måneders drægtighed alt efter art. Ungen føres omkring siddende på moderens ryg, mens den holder om halsen. I gennemsnit bliver totåede dovendyr 20 år gamle i naturen og op til 30 år i fangenskab.

## Udbredelse
Dovendyr er udbredt i tropisk regnskov fra Mellemamerika over amazonområdet til det sydlige Brasilien.
Nogle arter af dovendyr bebor et forholdsvis stort areal på op til 140 ha og lever af en varieret kost, der kan omfatte både frugt, blade, insekter, små firben og ådsler, mens andre (de tretåede dovendyr) kun bebor et begrænset område på 0,3 til 15 ha og næsten kun lever af bladene fra enkelte træarter, blandt andet trompettræ (Cecropia).

## Udvikling og klassifikation
Den fælles stamform for de to nuværende slægter af dovendyr levede for cirka 40 millioner år siden. Lighederne mellem de to er et eksempel på konvergent evolution.
Dovendyr er beslægtet med bæltedyr og myreslugere gennem overordnen Xenarthra (gumlere). Xenarthra indeholdt tidligere langt flere arter end i dag. De nu uddøde dovendyr levede ikke i træerne, men på jorden og nåede op i nærheden af elefanter i størrelse, f.eks. Megatherium.
Der er to familier med nulevende arter, Megalonychidae og Bradypodidae med hver en enkelt slægt. De kaldes henholdsvis tofingrede og trefingrede dovendyr i Salmonsens Konversationsleksikon (1917).
Underorden Folivora
- Familie: Megalonychidae
  - Slægt: Choloepus
    - Choloepus didactylus
    - Choloepus hoffmanni
- Familie: Bradypodidae
  - Slægt: Bradypus
    - Bradypus torquatus
    - Bradypus tridactylus
    - Bradypus variegatus
    - Bradypus pygmaeus